# Atlantische pijlstaartrog
De Atlantische pijlstaartrog (Hypanus sabinus) komt voor in de Golf van Mexico en langs de oostelijke kustgebieden van Mexico en de Verenigde Staten tot aan Florida. De kleur van de bovenzijde is meestal egaal bruin tot donkerbruin terwijl de onderzijde wit is.
Van vin tot vin kan de Atlantische pijlstaartrog een breedte bereiken van 60 centimeter en van staart tot neus een lengte van 110 centimeter. Hiermee is het een van de kleinere roggen uit de familie Dasyatidae. De maximale leeftijd wordt geschat op negen jaar.
De rog voedt zich voornamelijk met kleine zeedieren zoals garnalen, kreeftachtigen, schelpdieren en wormen.
De natuurlijke vijanden voor deze rog zijn verschillende soorten haaien. Voor de mens is de Atlantische pijlstaartrog niet gevaarlijk hoewel hij net als alle andere pijlstaartroggen een pijnlijke steek kan geven met zijn giftige angel aan de punt van zijn staart. Omdat de rog niet agressief is zal dit alleen gebeuren als je op hem stapt.